# Тэер, Альбрехт Даниель
Альбрехт Даниель Тэер (нем. Albrecht Daniel Thaer; 14 мая 1752, Целле — 26 октября 1828, Мёглин) — немецкий учёный, врач, аграрий, почвовед, основоположник сельскохозяйственной науки в Германии. Основатель Сельскохозяйственной Академии Мёглин.

## Биография
Альбрехт Тэер родился в семье врача, служившего при дворе ганноверского курфюрста. В молодости пошёл по стопам отца, окончил медицинский факультет университета в Гёттингене (1774) . По возвращении в родной Целле получил по наследству должность личного врача курфюрста Ганновера Георга III. 

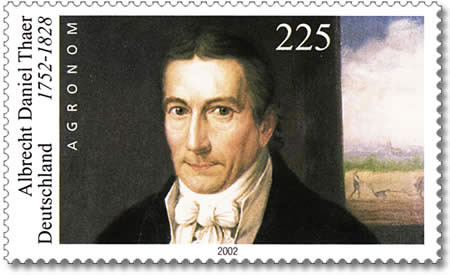
Немецкая марка, выпущенная в 2002 году в честь 250-летия со дня рождения А. Д. Тэера

Увлёкся модной в конце 18-го века теорией физиократов, которая представляла земледелие основным источником народного благосостояния. Следствием этого стало страстное увлечение Тэера сельским хозяйством и практическими занятиями с агрокультурами. Науками о земле и агрокультуре немецкие университеты занимались и ранее. Старейшая в Германии сельскохозяйственная кафедра была открыта при Университете Галле в 1727 году. Вместе с экономикой и юриспруденцией она образовывала университетские камеральные разряды. Но применением теоретических знаний на практике вплотную занялся именно Альбрехт Тэер. В 1780 году он был избран в Королевское сельскохозяйственное Общество. В 1786 году он женился на Филиппине фон Виллих, дочери заместителя судьи Высшего апелляционного Суда Целле Георга Вильгельма фон Виллиха. В 1788 у них родилась дочь Кэролайн, которая в 1809 году вышла замуж за Георга Вильгельма Эрнста Крома, который позже стал профессором в Академии сельскохозяйственных наук у тестя.

## Создание первой в Германии сельскохозяйственной Академии

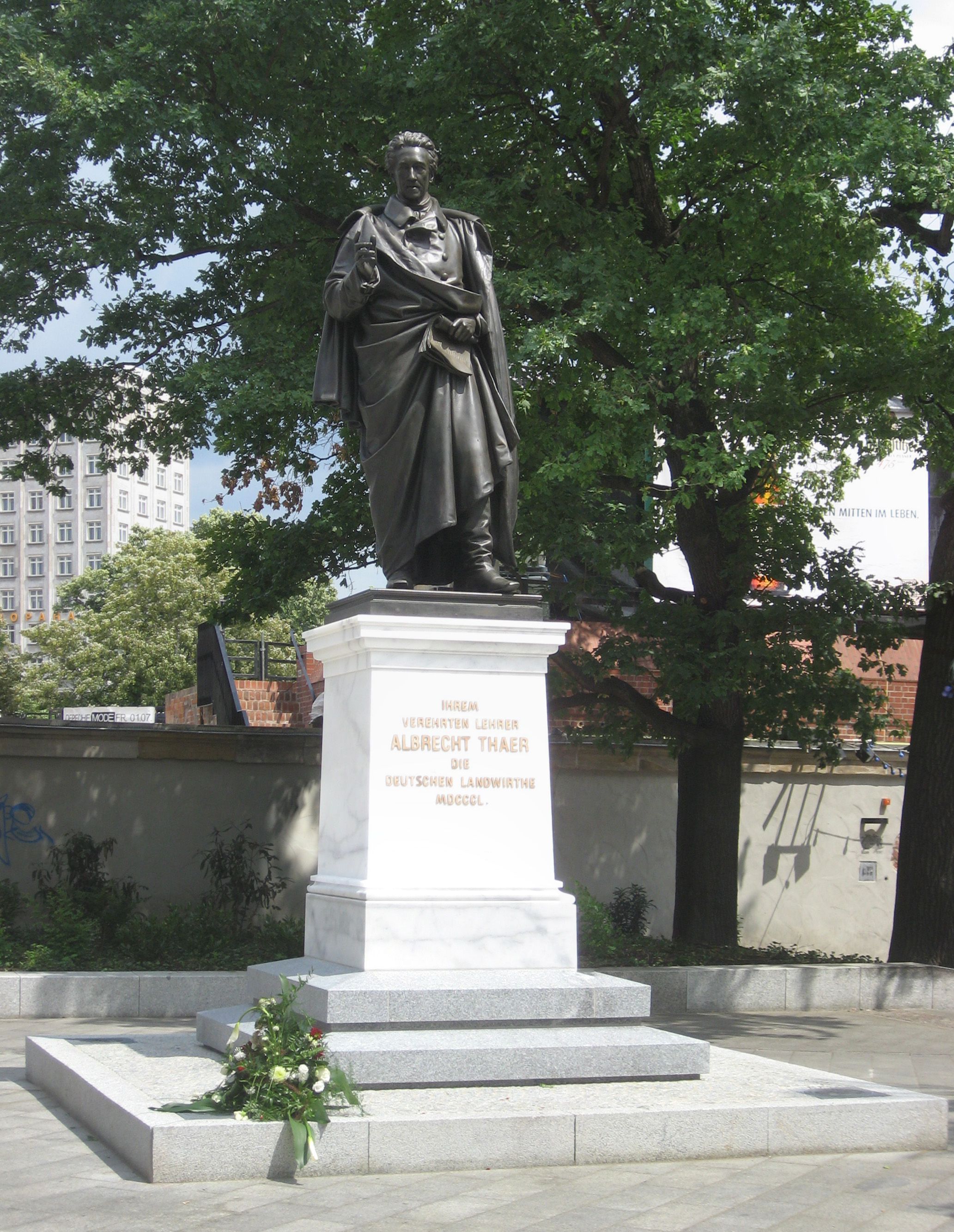
Памятник Альбрехту Тэеру в Лейпциге, скульптор Эрнст Ритшель, 1850

Таер изучает опыт английского сельского хозяйства, результатом чего становится публикация в 1798 году научного труда в трёх томах о впечатляющем состоянии английского сельского хозяйства: «Введение в методы английского сельского хозяйства и последние теоретические и практические достижения в отношении совершенствования немецкого сельского хозяйства и агрономии», в котором высказывается мысль о создании отдельного аграрного учебного заведения, был также начерчен план заведения. Первый в Германии аграрный институт был основан Тэером в родном Целле, на лугах Даммах (ныне «Сад Тэера») в 1792 году, совместно с учёным-химиком Эйнхофом. Там он добился, в частности, значительного увеличения доходности севооборота. Начавшиеся Наполеоновские войны стали причиной того, что результаты практических исследований по сельскому хозяйству были опубликованы Тэером только в 1816 году в сочинении «История моего хозяйства». В 1804 году Тэер переезжает в Пруссию, где совместно с Эйнхофом покупает в 7 милях от Берлина имение Мёглин, на базе которого и при помощи собранного им по подписке небольшого капитала основывает первую немецкую сельскохозяйственную Академию. С 1819 года она называется Прусской Королевской Академией сельскохозяйственных наук. Здесь Тэер развивал свои принципы рационального сельского хозяйства, благодаря чему его считают основателем немецкой сельскохозяйственной науки и называют «отцом немецкого плодосеменного хозяйства». В 1809 году Тэер стал членом совета центрального управления прусского министерства внутренних дел, в должности которого содействовал осуществлению различных мер на благо сельского хозяйства. С 1810 по 1819 год он также занимал и место профессора в Берлинском университете.

## Наследие

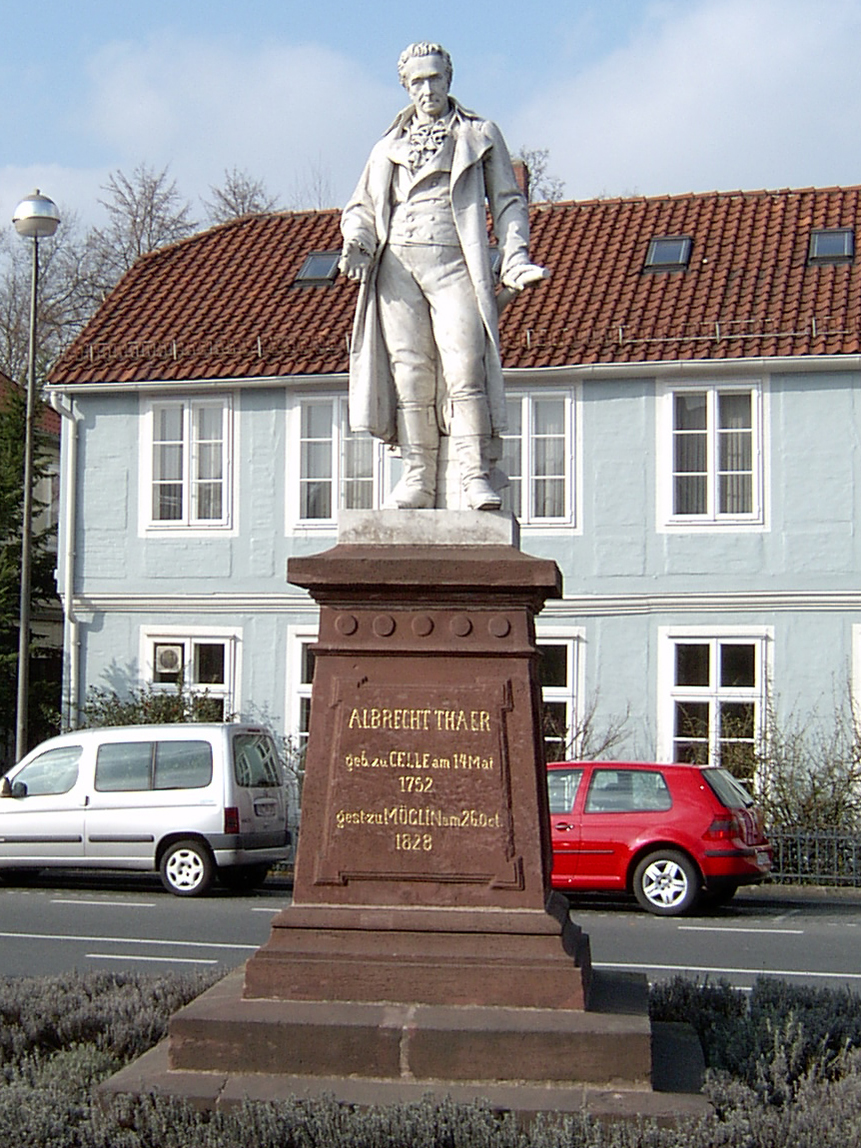
Памятник Альбрехту Тэеру в Целле, скульптор Карл Фердинанд Хартцер, 1873

Тэер возглавлял свою Академию и преподавал в ней до самой смерти. После этого Академия и само имение перешли по наследству к его сыну, Альбрехту Филиппу Тэеру, который не мог самостоятельно обеспечивать материальную базу учебного заведения. Даже при том обстоятельстве, что прусское правительство ещё при жизни отца Тэера оказывало материальную поддержку Академии, назначив содержание самому Тэеру, и выплачивая жалование профессорам, тем не менее в 1861 году учебное заведение закрылось.
Альбрехт Даниэль Тэер стал инициатором открытия и других специальных сельскохозяйственных учебных заведений. По примеру Мёглинской сельскохозяйственной Академии, Грейфсвальдским университетом было открыто подобное учебное заведение в Эльдене, при Боннском университете основана сельхозакадемия в Поппельсдорфе, а также в Проскау (Силезия) и Вальдау (Восточная Пруссия).

## Научная деятельность
Тэер в своём учении следовал преимущественно Соссюру и Дэви. Он развил их открытия, фактически создав науку «Сельское хозяйство». Он активно отстаивал «теорию перегноя» или «теорию гумуса», выдвинутую ещё в 1761 году шведским учёным Юханом Валлериусом, согласно которой гумус является единственным источником элементов питания для растений, а минеральные вещества лишь способствуют его превращению в усваиваемые формы. Однако Тэер не мог объяснить, какие же из составляющих перегноя служат пищей для растений. Агрохимик Жан Батист Буссенго подверг научной критике теорию Тэера и выдвинул новую, азотную теорию питания растений. Наконец, Карл Шпренгель в своей книге «Учение об удобрениях» фактически «разгромил» гумусовую теорию, а окончательно её похоронила книга Юстуса Либиха «Органическая химия в агрокультуры и физиологии» («Die orqanische Chemie in ihrer Anwedung auf Agricultur and Physioloqie», 1840), которая совершила переворот в сельскохозяйственной науке и практике.  
Тэер одним из первых классифицировал почвы Западной Европы по механическому составу, содержанию гумуса и извести. Также развивал теоретические и практические знания о плодосеменном хозяйстве. С позиций теории гумуса Тэер обосновывал необходимость травосеяния, плодосеменных севооборотов и улучшенного ухода за пропашными культурами. Содействовал внедрению в севооборот такой новой для Европы агрокультуры как картофель. Был автором научных методов определения степени истощения почв различными агрокультурами, так называемой «хозяйственной статистики», которая помогала грамотному составлению севооборотов. Изучал вопросы механизации сельского хозяйства, зоотехники. Был автором классических трудов о тонкорунном овцеводстве и о шерстоведении, разработал сравнительную характеристику кормов для питания животных (ввёл термины «шкала кормов» и «сенной эквивалент»). Работал над задачами экономики сельского хозяйства. Его идеи были изложены в 4-томном труде «Основы рационального сельского хозяйства», переведённом на многие европейские языки, в том числе и русский, и выдержавшем много изданий.

## Память

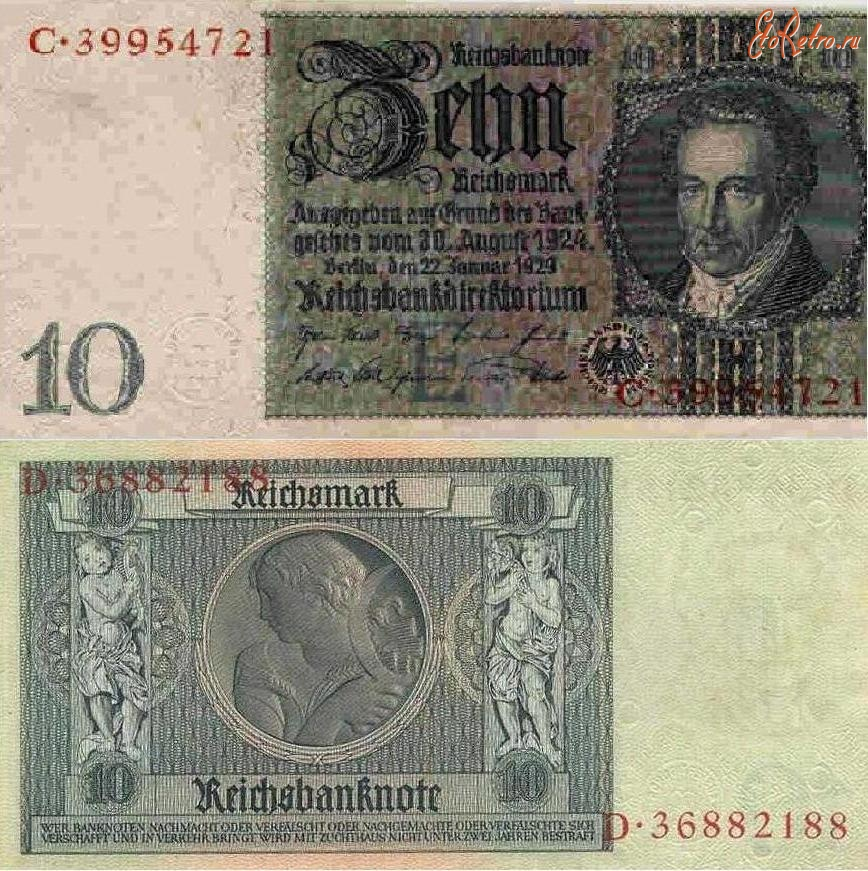
10 рейхсмарок 1929 года

- 1850 год — памятник в Лейпциге, согласно постановлению Конгресса немецких сельскохозяев 1843 года;
- 1860 год — памятник в Берлине;
- 1873 год — памятник в Целле;
- 1905 год — памятник в Кадане, Чехия;
- 1914 год — памятная стела в Галле;
- 1978 год — памятный бюст в парке Мёглин, автор Хёрст Энгельгард;
- Памятная доска в Гёттингене, по адресу Роте Штрассе, 29;
- Сельскохозяйственный факультет Берлинского университета с 1998 года вручает медаль Альбрехта Тэера;
- Памятник в городе Ильцен на улице Альбрехта Тэера;
- Изображён на банкноте в 10 рейхсмарок 1929 года.